# Wade-Gilesovo prečrkovanje
Wade-Gilesovo prečrkovanje je sistem za zapisovanje kitajščine s črkami latinice. Sistem je bil v uporabi zlasti pred letom 1979, ko ga je začel izpodrivati pinyin. Wade-Gilesovo transkripcijo še zdaj uporabljajo na Tajvanu in v ZDA, kjer jo imenujejo tudi romanizacija.
Sistem je začel razvijati Thomas Francis Wade, ki je bil britanski ambasador na Kitajskem in prvi profesor kitajskega jezika na univerzi v Cambridgeu.
Wade je objavil prve kitajske knjige (učbenike) v latinici leta 1867. Sistem transkripcije je pozneje dopolnil drug britanski diplomat na Kitajskem - Herbert Allen Giles.

## Posebnosti WG prečrkovanja
Za kitajsko izgovorjavo so zelo pomembni soglasniki s pridihom (ki so v evropskih jezikih redki). V WG transkripciji je pridih označen z apostrofom in tako dobimo pare soglasnikov: 
p, p', t, t', k, k', ch, ch'. Soglasnike b, d in  g uporablja WG transkripcija samo izjemoma - za zapis tistih (redkih) narečij, kjer je razlika med zvenečimi in nezvenečimi soglasniki občutna.
WG prečrkovanje je nekoliko nedosledna pri zapisu mehkih in trdih šumnikov. Mehki in trdi š se v zapisu ločita (mehki: hs, trdi: sh), za č in dž pa to ne velja: Mehki in trdi č  se oba pišeta kot ch', mehki in trdi dž pa se oba pišeta kot ch (izgovorjava je mehka, če sledi i ali ü, oziroma trda, če sledi a, e, ih, o ali u).
Pri samoglasnikih velja posebej poudariti polglasniški i, ki se v nekaterih primerih piše kot ih, v drugih primerih pa kot u.

## Primerjava s pinyin prečrkovanjem
Spodnja preglednica podaja primerjavo med WG transkripcijo in danes bolj razširjenim pinyinom. Preglednica ne zajema vseh posebnosti posamezne transkripcije.
| WG          | pinyin |
| ----------- | ------ |
| a           | a      |
| ch (mehki)  | j      |
| ch (trdi)   | zh     |
| ch' (mehki) | q      |
| ch' (trdi)  | ch     |
| e           | e      |
| f           | f      |
| h           | h      |
| hs          | x      |
| i           | i      |
| j           | r      |
| k           | g      |
| k'          | k      |
| l           | l      |
| m           | m      |
| n           | n      |
| o           | o      |
| p           | b      |
| p'          | p      |
| s           | s      |
| sh          | sh     |
| t           | d      |
| t'          | t      |
| ts          | z      |
| ts'         | c      |
| tz          | z      |
| tz'         | c      |
| u           | u      |
| ü           | ü      |
| w           | w      |
| y           | y      |

Nekaj posebnih primerov podajamo v drugi tabeli (gre zlasti za zloge v katerih nastopa polglasniški i):
| WG    | pinyin |
| ----- | ------ |
| chi   | ji     |
| ch'i  | qi     |
| chih  | zhi    |
| ch'ih | chi    |
| chü   | ju     |
| ch'ü  | qu     |
| jih   | ri     |
| shih  | shi    |
| ssu   | si     |
| tzu   | zi     |
| tz'u  | ci     |

Tone oziroma akcente se v WG transkripciji po navadi označuje s številkami 1, 2, 3, in 4.
| WG  | pinyin |
| --- | ------ |
| ma1 | mā     |
| ma² | má     |
| ma³ | mǎ     |
| ma4 | mà     |